# Camille Guillaume Bigourdan
Camille Guillaume Bigourdan (francoska izgovorjava: [kamil gijom biguʁdɑ̃]), francoski astronom, * 6. april 1851, Sistels, Tarn-et-Garonne, † 28. februar 1932, Pariz.

## Delo
Bigourdan je odkril en asteroid ter približno 500 drugih teles; večino svojega znanstvenega delovanja je posvetil preverjanju leg 6380 meglic in tedaj še neprepoznavnih galaksij.